# Кеті Арчибальд
Кеті Арчибальд (англ. Katie Archibald, нар. 12 березня 1994, Мілнгеві, Велика Британія) — британська велогонщиця, олімпійська чемпіонка 2016 та 2020 року.

## Виступи на Олімпіадах
| Олімпіада           | Дисципліна                    | Місце |
| ------------------- | ----------------------------- | ----- |
| Ріо-де-Жанейро 2016 | командна гонка переслідування | 1     |
| Токіо 2020          | командна гонка переслідування | 2     |
| Токіо 2020          | медісон                       | 1     |

## Зовнішні посилання
- Кеті Арчибальд — олімпійська статистика на сайті Sports-Reference.com (англ.) (архівна версія)